# Alberto Berasategui
Alberto Berasategui, född 28 juni 1973, Bilbao, Spanien är en högerhänt professionell tennisspelare.

## Biografi
Berasategui började spela tennis vid 7 års ålder. Sedan 1999 är han gift med Arantxa och paret bor i Andorra. 
Alberto Berasategui blev professionell tennisspelare på ATP-touren 1991. Under karriären vann han 14 singeltitlar och en dubbeltitel. Han vann ingen Grand Slam (GS) -titel men spelade en GS-singelfinal. Som bäst rankades han som nummer 7 i singel (från 14 november 1994) och nummer 55 i dubbel (oktober 1997). Han vann totalt i prispengar 4 676 187 US dollar. Han upphörde med internationellt tävlingsspel 2001. 
Berasategui vann sin första ATP-titel i singel 1993 (Sao Paulo). Året därpå, 1994, blev höjdpunkten i hans tenniskarriär. Han spelade den säsongen i 9 ATP-finaler och vann 7 av dessa. Han nådde samma år finalen i GS-turneringen Franska öppna där han mötte landsmannen Sergi Bruguera. Denne besegrade Berasategui över 4 set (6-3, 7-5, 2-6, 6-1). 
Sin sista singeltitel vann Berasategui 1998 (Estoril Open).
Alberto Berasaegui deltog i det spanska Davis Cup-laget 1993-95. Han spelade totalt 4 matcher av vilka han vann 2.

## BerasateguisGrand Slamfinaler (singel)

### Finalförluster (Runner-ups) (1)
| År   | Mästerskap    | Finalmotståndare | Setsiffror         |
| 1994 | Franska öppna | Sergi Bruguera   | 3-6, 5-7, 6-2, 1-6 |